# 21 Club
Pour les articles homonymes, voir 21 (homonymie).
Le 21 Club, souvent simplement appelé 21, est un restaurant de cuisine traditionnelle américaine et un ancien speakeasy, durant la prohibition, situé au 21 West 52nd Street dans la ville de New York. Fondé en 1922, il est depuis 1995, la propriété du groupe d'hôtellerie de luxe Belmond.
Restaurant huppé de Manhattan, tous les présidents des États-Unis en exercice depuis Franklin Roosevelt y auraient mangé, hormis George W. Bush (qui y est venu quand il était gouverneur du Texas) et Barack Obama. 
Depuis 2003, le restaurant reçoit le Grand Award du magazine Wine Spectator. En 2017, le guide gastronomique Zagat lui a donné une note de 4,3 sur 5.

## Dans la culture
- Ian Fleming y fait dîner James Bond dans son roman Les diamants sont éternels (1956).